# Fruto Chamorro Pérez

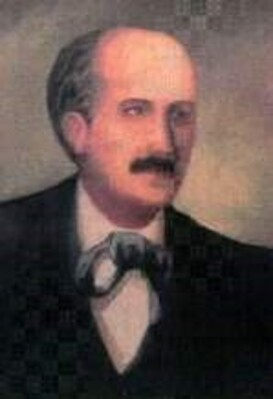
Fruto Chamorro Pérez

José Fruto Chamorro Pérez (* 20. Oktober 1804 in Guatemala-Stadt; † 12. März 1855 in der Nähe von Granada, Nicaragua) war zwischen dem 1. April 1853 und 30. April 1854 Supremo Director und zwischen dem 30. April 1854 und 12. März 1855 in gleicher Funktion Präsident von Nicaragua.

## Leben
Die Mutter von Fruto Chamorro Pérez war Josefa Pérez, sein Vater war Pedro José Chamorro Argüello, Alférez Real, (königlicher Standartenträger) Leutnant, Hauptmann der spanischen Miliz, Monarchist in Guatemala-Stadt. Als königlicher Finanzverwalter wurde Pedro José Chamorro Argüello nach Granada zur Verwaltung eines königlichen Cabildo de indios versetzt. 1814 heiratete er Josefa Margarita Alfaro Monterroso und hatte mit ihr sechs Kinder. Mit Ausrufung der Unabhängigkeit der Capitanía General de Guatemala am 15. September 1821 eignete sich Pedro José Chamorro Argüello ein königliches Latifundium bei Granada an. Er wurde Mitgründer der Partido Legitimista (PL), der Vorgängerpartei der Partido Conservador, welche ihr Machtzentrum in Granada hatte. Kurz vor seinem Tod, 1824 erkannte er José Fruto Pérez als seinen Sohn an. Die Stiefmutter bestand auf die Führung des Namens Fruto Chamorro Pérez.
Nach dem Tod seines Vaters beendete Fruto sein Studium in Guatemala und ging nach Nicaragua und verwaltete den »Familienbesitz«. Seine Halbgeschwister Pedro Joaquín, Dionisio, Carmen, Mercedes und Fernando wuchsen unter seiner Vormundschaft auf.
Auch Fruto Chamorro Pérez wurde Mitglied der Partido Legitimista. 1836 wurde er Abgeordneter im Parlament und von 1839 bis 1842 war er Senator. 1842 wurde der Versuch unternommen die Zentralamerikanische Konföderation als Representación Nacional de Centroamérica zu reanimieren. 1843 wurde Fruto Chamorro zum Jefe Supremo dieses Gremiums bestellt und residierte in San Miguel in El Salvador. 1845 wurde Fruto Chamorro Prefeto, Militärgouverneur des Departamento Granada und Finanzminister. Im November 1851, unter der Regierung von Laureano Pineda, war Fruto Chamorro Oberbefehlshaber der Armee. Am 1. April 1853 wurde Fruto Chamorro Supremo Director von Nicaragua.

### Präsident in Granada
Er hatte die Unterstützung der konservativen Oligarchie und verlegte den Regierungssitz vom liberalen Leon in die konservative Hochburg Granada. Am 20. Januar 1854 berief er eine verfassungsgebende Versammlung, bei welcher die westliche, Liberalen Partei durch den Umzug abwesend war, ein. Im März 1854 änderte er seinen Titel mit Duldung seiner verfassungsgebenden Versammlung in Präsident. Die Liberalen sahen in diesen Manövern einerseits eine Restaurierung der Macht der Provinz-Oligarchie, der Fortsetzung eines feudalen wirtschaftlichen Systems, andererseits auch geringere Chancen auf einer Allianz aller reaktionären zentralamerikanischen Kräfte. In Leon riefen die Liberalen im Mai 1854 ihre Regierung unter Francisco Castellón Sanabria für Nicaragua aus, welche von den Regierungen von Honduras und El Salvador anerkannt wurde. Im Oktober 1854 schloss Francisco Castellón Sanabria, von der Partido Demokratico (Liberal) einen Contract mit dem US-Militärdienstleister Byron Cole, welcher die Lieferung von 200 Männern, welche im Juni 1855 von William Walker angeführt wurden. Eine Truppe unter dem Kommando von General Máximo Jerez wurde zur Belagerung Granada ausgesandt. Als Vorbereitung auf die Belagerung, begab sich Präsident Chamorro, in das Hauptquartier der Armee und überließ die Exekutive seinem Stellvertreter, José María Estrada. Seine Verteidigung von Granada war erfolgreich und auch spätere Angriffe scheiterten.
Fruto Chamorro war mit Mercedes Avilés verheiratet. Ihr gemeinsamer Sohn war Pedro Joaquín Chamorro y Alfaro. Fruto Chamorro starb auf seiner Hacienda außerhalb von Granada am 12. März 1855 an Dysenterie. Ein paar Monate später wurde Granada von Söldner unter William Walker besetzt.